# Money Can’t Buy
A Money Can’t Buy egy egyszeri, 75 perces koncert volt, melyet 2003. november 15-én tartottak meg Londonban, a Hammersmith Apollo-ban, mely Kylie Minogue ausztrál énekesnő kilencedik stúdióalbumát, a Body Language-et népszerűsítette. A koncert címe is arra utal, hogy erre a koncertre nem lehetett jegyeket váltani. Meghívott vendégek és különböző versenyek nyertesei tudtak résztvenni ezen az eseményen. A koncert összköltsége egymillió brit fontot tett ki. A koncert kreatív és művészeti vezetője William Baker és Alan MacDonald volt, míg a koreográfiáért és a hangszerelésért Michael Rooney és Steve Anderson volt a felelős.
Minogue a koncert során elsősorban a Body Language lemez dalait adta elő, de a dallistára számos korábbi sláger is felkerült. A koncertet élőben adta az AOL és a televízióban az ITV és a Network Ten pár nappal később. 2004. július 12-én DVD-n is kiadták a koncertet, mely a Body Language Live címet kapta.

## Háttér és gyártás
Nyolcadik stúdióalbumának, a Fever-nek világszerte hatalmas sikerét követően Minogue elkezdett dolgozni kilencedik stúdióalbumán, a Body Language-en. Minogue célja egy az 1980-as évek elektronikus zenéje által inspirált dance-pop lemez volt, melyhez olyanokkal dolgozott együtt, mint Cathy Dennis, Dan Carey, Emilíana Torrini, Johnny Douglas és Mantronix. A Body Language reklámozása végett, egy egyszeri koncertet szerveztek, mely két nappal a lemez megjelenése előtt, 2003. november 15-én lett megtartva Londonban, a Hammersmith Apollo-ban.
A koncert kreatív vezetője William Baker volt és a művészeti vezető Alan MacDonald, akikkel Minogue korábban a KylieFever2002 előző turnén dolgozott együtt. A koncert zenei megoldásaival Steve Anderson lett megbízva, míg a koreográfiákért Michael Rooney felelt. A 100 négyzet-méteres LED kivetítő elkészítésével, mely Minogue mögött lett felállítva, a kijelző gyártó, Barco lett megbízva. A kijelzőn animációkat és nagy felbontású grafikákat mutattak. Minogue öt különböző jelmezt viselt a 75 perces műsor alatt, melyeket a Balenciaga, Chanel és Helmut Lang tervezett. Minogue-ot tizenkét táncos és egy teljes zenekar kísérte a koncerten. A koncert helyszíne 4000 férőhelyes volt és az egész műsor egymillió brit fontba került.
A koncert a „Money Can’t Buy” címet kapta, utalva arra, hogy jegyeket nem lehetett venni és csak meghívott vendégek illetve versenyek nyertesei vehettek ezen az eseményen részt. Emellett Minogue két jegyet adományozott a Gyermekekkel Szembeni Kegyetlenséget Megelőző Nemzeti Egyesület szervezetnek, mely a gyermekekkel szembeni kegyetlenkedéseket igyekszik megelőzni.

## A koncert részek
A koncert kronológiai sorrendben az alábbi négy részre lett osztva: „Paris By Night”, „Bardello”, „Electro” és „On Yer Bike”. A „Paris By Night” a Body Language egyik dalával, a „Still Standing”-gel nyitott, melyet Minogue egy nyolc méter magasan a levegőben felfüggesztett fekete állvány tetején énekelt. Folytatta az éneklést, miközben az állvány lassan a színpad felé kezdett leereszkedni. Ezt az előadást a Body Language egy másik dala, a „Red Blooded Woman” követte, mely után a „On a Night Like This” következett. Ebben a szegmensben Minogue egy Brigitte Bardot inspirálta szettben lépett fel, egy fekete-fehér csíkos felsőt, fekete fűzőt és nadrágot viselt. Ebben a részben a LED kivetítőn a hátteret az Eiffel-toronyról és a Notre-Dame-székesegyház-ról készült képek alkották.
A „Bardello” elnevezésű rész Minogue „Breathe” című slágerének és a francia Serge Gainsbourg és Jane Birkin duettjének, a „Je t’aime... moi non plus”-nek az egyvelegével kezdődött, melyet a Body Language két dala, az „After Dark” és a „Chocolate” követett.
A „Can’t Get You Out of My Head” alatt, mely az „Electro” szekció első dala volt, a LED kivetítőn japán stílusú szimbólumok lettek megjelenítve. A háttértáncosok a koreográfia részeként robotszerű fekvőtámaszokat mutattak be. Minogue ezen dal után ismét két dalt adott elő a Body Language-ről. Ezek voltak a „Slow”, mely a vezető kislemezeként jelent meg, illetve az „Obsession”, mielőtt ezt a részt az „In Your Eyes”-zal zárta.
Amint a „On Yer Bike” elnevezésű szegmens megkezdődött, Minogue egy motoron ülve jelent meg egy teljesen fehér szerelésben. A Body Language egyik dalát, a „Secret (Take You Home)”-ot és a „Spinning Around” című slágerét énekelte el. Az utolsó kosztümcsere után Minogue a műsort a „Love at First Sight” című kislemezével zárta.

## Az előadott dalok listája
Act 1: Paris By Night
1. „Still Standing”
2. „Red Blooded Woman”
3. „On a Night Like This”

Act 2: Bardello
1. „Breathe” / „Je t’aime”
2. „After Dark”
3. „Chocolate”

Act 3: Electro
1. „Can’t Get You Out of My Head”
2. „Slow”
3. „Obsession”
4. „In Your Eyes”

Act 4: On Yer Bike
1. „Secret (Take You Home)”
2. „Spinning Around”

Ráadás
1. „Love at First Sight”